# Moviment autonomista del Jura
El Moviment Autonomista del Jura (MAJ), abans Moviment Separatista del Jura (MSJ) entre 1947 i 1951 i després Ral·li del Jura (RJ) entre 1951 i 1994, és una associació autonomista i separatista del Jura que agrupa diverses organitzacions com Unité Jurassienne (UJ), Groupe Bélier (fins a 1981), Moviment Universitari del Jura (MUJ), Associació de Dones per a la Defensa del Jura (AFDJ) i Associació de Juràssians de l'Exterior (AJE).
Fundat el 1947 sota la direcció de Daniel Charpilloz, el Moviment Autonomista del Jura lluita per la independència de tot el territori històric de la regió del Jura del cantó de Berna i la reunificació del Jura bernès amb la República i el Cantó del Jura. És un dels principals actors de la Qüestió del Jura.

## Objectius
Quan es va fundar el 1947, el Moviment Separatista del Jura, el seu nom anterior, tenia com a objectiu separar el poble i el territori del Jura del cantó de Berna per tal de crear un nou cantó dins de Suïssa.
Amb la creació de l'esmentat cantó, l'objectiu de l'associació va canviar, l'any 1975, a la reunificació del Jura bernès (compost pels antics districtes bernesos de Moutier, Courtelary i La Neuveville) amb la República i el cantó del Jura.

## Històric

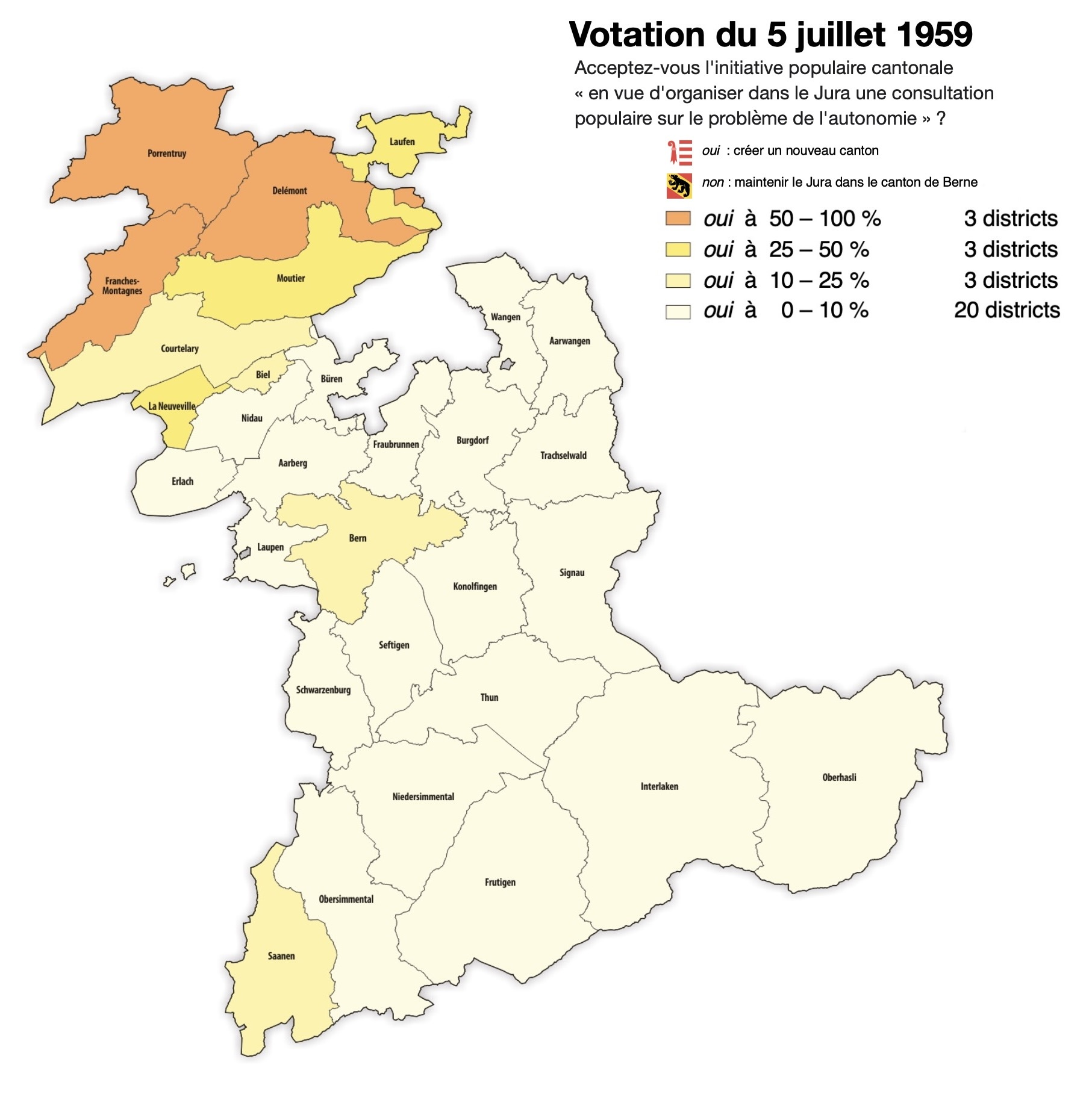
Mapa del resultat de la votació del 5 juliol 1959

### Primer moviment separatista del Jura (1917-1930)
El 24 avril 1917 es va crear el primer Moviment Separatista del Jura (MSJ) per Alfred Ribeaud que es va convertir en el principal líder. Aquest últim denunciarà el problema del Jura a tota Suïssa i llançarà la idea d'un cantó del Jura : « Volem trencar la cadena que ens lliga... i res no ens pot aturar, ni els cavallers del plat de mantega, ni tota la fossa dels óssos. Estem preparats ! ». Va publicar textos com En el temps de les cireres, La qüestió del Jura i Volem autonomia. El Moviment Separatista del Jura inicia la constitució del Comitè per a la creació d'un cantó del Jura format per una comissió executiva. No obstant això, el projecte es mantindrà aturat.

### Segon moviment separatista del Jura (1947-1951)
El 27 septembre 1947, arran de l'afer “Moeckli», Norbert Clémence, Roger Schaffter, Daniel Charpilloz, Georges Matériauz, Victor Beuchat, Roland Béguelin, Jean Chappuis i Marc Jobin es reuneixen a Porrentruy amb l'objectiu de crear un gran moviment de protesta contra el Consell Executiu de Berna.

### Aplec del Jura (1951-1994)
El 27 septembre 1947, arran de l'afer “Moeckli», Norbert Clémence, Roger Schaffter, Daniel Charpilloz, Georges Matériauz, Victor Beuchat, Roland Béguelin, Jean Chappuis i Marc Jobin es reuneixen a Porrentruy amb l'objectiu de crear un gran moviment de protesta contra el Consell Executiu de Berna.

### Moviment autonomista del Jura (des de 1994)
Durant 1993, sota la direcció de Pierre-André Comte, la Unitat del Jura va sol·licitar la seva fusió amb el Ral·li del Jura. No obstant això, la fusió va ser rebutjada perquè Roland Béguelin considerava que la Jura Unity ja representava una branca del Jura Rally i que la presència a Berna del Jura Rally era una mala idea vista els esdeveniments. Per tant, sorgiran tensions entre ell i Pierre-André Comte. Roland Béguelin va morir el 13 septembre i la fusió va tenir lloc el 20 mars 1994. Per fusió, el grup es va rebatejar Mouvement Autonomiste Jurassien (MAJ).

## Organitzacions afiliades
- Associació Suïssa d'Amics del Jura Lliure (ASJL), (1961-1987): associació destinada a tots els suïssos que recolzen els separatistes del Jura en les seves aspiracions autonomistes;
- Grup Àries: El grup va ser fundat el 22 juin 1962 per iniciativa de Marcel Brêchet i Michel Gury. Es tracta d'una organització destinada a reunir la joventut separatista del Jura. Aquest grup ja no està afiliat al Ral·li del Jura des de 1981;
- Associació de Jurassians de fora (AJE), (des de 1962): L'associació va ser fundada el 2 décembre 1962 a Neuchâtel pel Rassemblement jurassien, amb l'objectiu d'aglutinar en una associació les 22 seccions de la RJ externes al Jura. El seu objectiu polític és tenir una xarxa de relacions a tota Suïssa per tal de donar a conèixer el problema del Jura;
- Associació de Dones per a la Defensa del Jura (AFDJ), (des de 1963): Creada el 24 mars 1963, l'associació, exclusivament femenina, agrupa dones que desitgen treballar per la creació del cantó del Jura;
- Moviment Universitari del Jura (MUJ), (des de 1964): Fundat el 13 septembre 1964, el moviment reuneix estudiants separatistes del Jura de les universitats francofones. Originàriament, els primers activistes d'aquest grup volien reaccionar davant la negativa del Consell d'Estat de Vaud a deixar participar el Jura a l'Exposició Nacional de 1964. El seu objectiu és « reunir estudiants que es proposen, sobretot a través de l'estudi i la informació objectiva, buscar una solució al problema del Jura, en el sentit d'autonomia política. »;
- Jura Unity (UJ), (1975-1994): imaginat l' 11 avril 1975 per Georges Droz a Tavannes, aquest moviment reuneix els separatistes del Jura que viuen als districtes havent decidit romandre bernois durant el segon plebiscit del Jura de 1975. La UJ es va constituir oficialment a Moutier el 21 mai 1976.Laurent Coste, president del MAJ des del 2012.

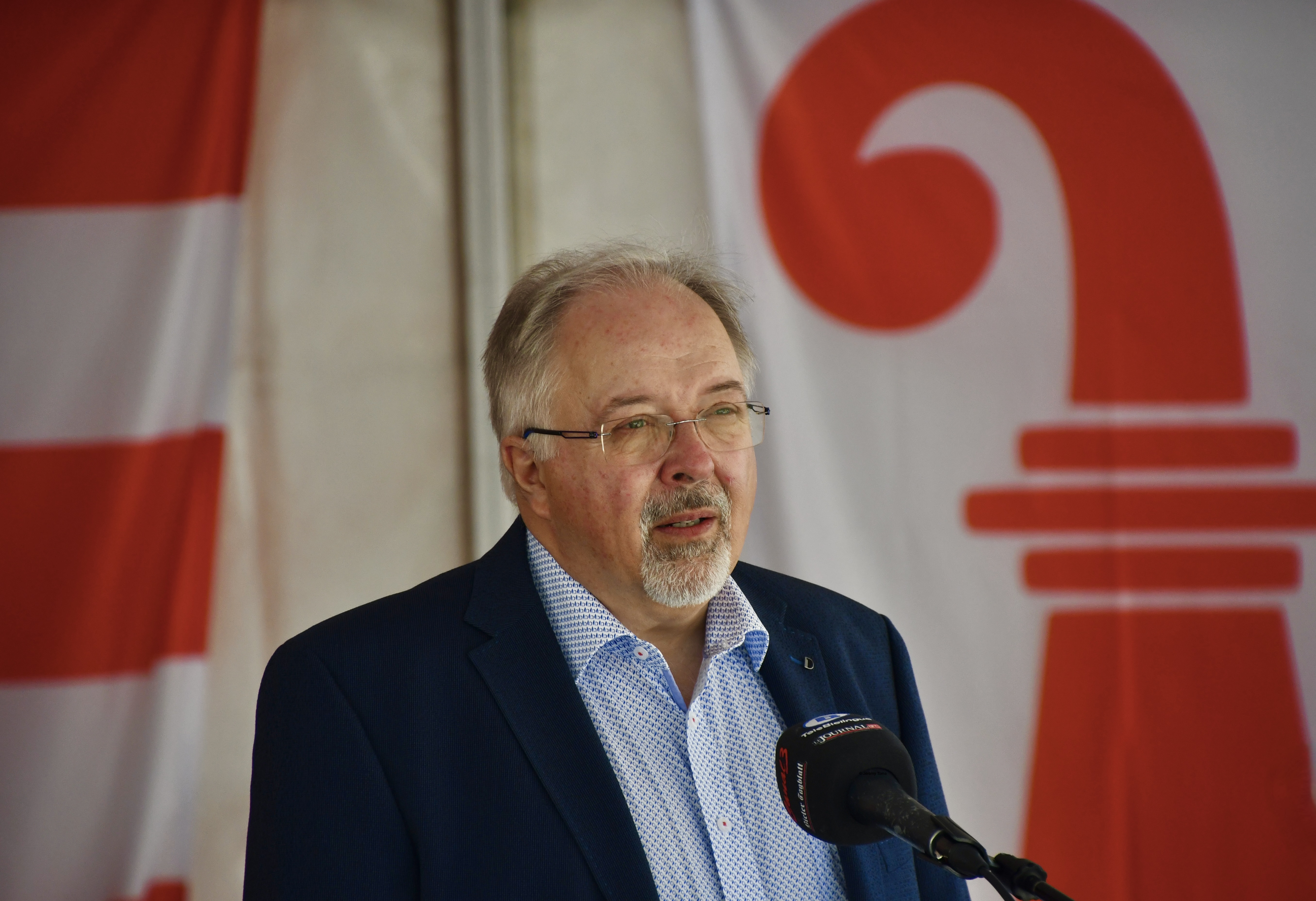
Laurent Coste, president del MAJ des del 2012.

## Estructura
L'òrgan de govern del MAJ és el comitè executiu. La comissió de federacions assegura l'enllaç entre les seccions i el comitè executiu. L' assemblea de delegats constitueix l' òrgan sobirà del moviment i determina l' orientació política general.
L'òrgan de govern és elegit per un període de tres anys. Per al període 2022-2025, el seu president és Laurent Coste i el seu vicepresident Bernard Studer. El secretari general és Pierre-André Comte i el secretari general adjunt Jean-Marie Koller. L'òrgan de govern també està format per un càrrec de Controller Financer, un representant de l'AFDJ, un representant de l'AJE, un representant del Grup Bélier i vuit membres més.
Des de la seva fundació, la seva seu es va situar a Ruelle de l'Écluse 10 a Delémont, però després del seu canvi de nom i fusió el 1994, la seu es va traslladar a la plaça Roland-Béguelin a Moutier.